# 短肋羽蘚
短肋羽蘚（学名：Thuidium kanedae）为羽蘚科羽蘚屬下的一个种。

## 扩展阅读
- 維基物種上的相關：短肋羽蘚